# كال دورست
كال دورست (بالإنجليزية: Cal Dorsett)‏ هو لاعب كرة قاعدة أمريكي، ولد في 10 يونيو 1913 في لون أوك في الولايات المتحدة، وتوفي في 22 أكتوبر 1970 في إلك سيتي في الولايات المتحدة.

## وصلات خارجية
- كال دورست على موقعبيزبول رفرنس.كوم (الدوري الرئيسي) (الإنجليزية)